# Matt Field
Matthew Robert Field OBE (* 22. září 1976 Oxford) je britský diplomat a od roku 2023 britský velvyslanec v České republice. Své pověřovací listiny předal prezidentovi Zemanovi dne 15. února 2023, čímž se oficiálně ujal svého úřadu.

## Životopis
Matthew Robert Field získal bakalářský titul v oboru religionistiky na Durhamské univerzitě, magisterský titul v oboru japonských studií a magisterský titul v oboru obchodní administrativy. Během studií absolvoval výměnný pobyt v rámci programu Erasmus ve Švédsku.
Do diplomatických služeb Velké Británie vstoupil v roce 2003. Na misi EU ve Skopji působil jako politický poradce zvláštního zástupce EU, který udržoval kontakty s politickými stranami a občanskou společností. Na britském velvyslanectví v Záhřebu vedl tým pro EU a politiku a pracoval na přístupových rozhovorech Chorvatska s EU. Od srpna 2018 do června 2022 působil jako britský velvyslanec v Bosně a Hercegovině.V lednu 2023 nastoupil na post velvyslance v České republice. Ve videu na svém twitterovém účtu se při příležitosti jmenování velvyslancem v Česku představil: „Ahoj, jsem Matt a jsem tu novej.“
V rámci novoročního vyznamenání za zásluhy o britskou zahraniční politiku v roce 2023 byl Field jmenován důstojníkem Řádu britského impéria (OBE).